# Tô Ouvindo Alguém me Chamar
"Tô Ouvindo Alguém me Chamar" é uma canção de rap do grupo Racionais MC's, lançada no álbum Sobrevivendo no Inferno, de 1997, a canção mais longa em questão de minutagem do grupo Racionais MC's.

## Canção
Quarta faixa do LP, "Sobrevivendo no Inferno" é a história de um "mano" que acaba de ser baleado, a mando de um antigo parceiro de criminalidade, conhecido na letra apenas como "Guina", que acreditava que esse "mano" o denunciou à polícia. e suspeito de ter dinheiro. Em seus últimos momentos na vida, o "mano" narra sua entrada na vida do crime, apadrinhada por "Guina". Baleado por outro bandido, o "mano" começa a misturar recordações passadas com a percepção do seu estado atual, à beira da morte. Junto às memórias de sua vida no crime, o narrador demonstra arrependimento e promete a sí mesmo que mudaria de vida se conseguir sobreviver. Há a recorrência constante do verso que batiza a canção, "Tô ouvindo alguém me chamar", que vai ponteando a fala do narrador baleado, até que ele morre.
A maneira como a narração é contada é muito próxima da forma como o protagonista do filme O Pagamento Final, de Brian de Palma, conta sua história.

## Base musical
A canção usa como sample principal "Charisma", de Tom Browne. O DJ do grupo, KL Jay, também incluiu o efeito de um batimento cardíaco, captado por aparelhos médicos, que permeia todo o acompanhamento musical. Ao início é tocado um breve trecho da música The Fatback Band - Do It To Me Now.